# Kleinmotten (Gemeinde Pölla)
Kleinmotten ist eine unbewohnte Katastralgemeinde der Gemeinde Pölla im Bezirk Zwettl in Niederösterreich. Sie liegt im Truppenübungsplatz Allentsteig.

## Geschichte
Laut Adressbuch von Österreich waren im Jahr 1938 in Kleinmotten zwei Gastwirte, ein Viehhändler und einige Landwirte ansässig.

## Bodennutzung
Die Katastralgemeinde ist forstwirtschaftlich geprägt. 45 Hektar wurden zum Jahreswechsel 1979/1980 landwirtschaftlich genutzt und 71 Hektar waren forstwirtschaftlich geführte Waldflächen. 1999/2000 wurde auf 45 Hektar Landwirtschaft betrieben und 71 Hektar waren als forstwirtschaftlich genutzte Flächen ausgewiesen. Ende 2018 waren 23 Hektar als landwirtschaftliche Flächen genutzt und Forstwirtschaft wurde auf 77 Hektar betrieben. Die durchschnittliche Bodenklimazahl von Kleinmotten beträgt 21,3 (Stand 2010).